# Rebecca Smith
Rebecca Katie Smith (Los Angeles, 17 de junho de 1981) é uma ex-futebolista profissional neozelandesa que atua como defensora.

## Carreira
Rebecca Smith fez parte do elenco da Seleção Neozelandesa de Futebol Feminino, nas Olimpíadas de 2008 e 2012. 